# CHEMIPAZ
CHEMIPAZ株式会社（ケミパズ、CHEMIPAZ CORPORATION）は、日本の化学メーカー。DICの子会社。旧社名は星光PMC株式会社。

## 沿革

### 旧・日本PMC株式会社
- 1968年1月 - ディック・ハーキュレス株式会社設立（米国・ハーキュレス社との合弁）。
- 1992年10月 - 社名を日本PMC株式会社に変更。
- 1996年12月 - 東京証券取引所2部上場。

### 旧・星光化学工業株式会社
- 1951年4月 - 星光化学工業株式会社設立。
- 1997年2月 - 株式を店頭公開。この時はすでに日本製紙の子会社であった。
- 2001年4月 - ミサワグループのミサワセラミックス株式会社から化成品部門（旧ミサワセラミックケミカル株式会社）を譲受。

### 星光PMC株式会社→CHEMIPAZ株式会社
- 2003年4月 - 星光化学工業株式会社と日本PMC株式会社が合併し現社名に変更。
- 2006年10月 - 連結子会社の星光ポリマー株式会社を吸収合併。
- 2012年1月 - 東京証券取引所1部指定。
- 2014年4月 - 興人フィルム&ケミカルズから化成品部門を分社化したKJケミカルズ株式会社の株式の90%を、興人ホールディングスから取得し子会社化[1][2]。
- 2016年1月 - KJケミカルズ株式会社を完全子会社化。
- 2023年
  - 10月 - カーライル・グループ傘下のインビジブルホールディングス株式会社が株式公開買付けにより議決権所有割合ベースで39.87%の株式を取得[3]。
  - 12月 - 東京証券取引所プライム市場上場廃止[4]。
- 2024年1月 - 株式併合により、株主がインビジブルホールディングスとDICのみとなる。
- 2025年4月 -　商号をCHEMIPAZ株式会社に変更。

## 製品
- 製紙用薬品
- インキ用樹脂

## 所在地
- 本社 - 東京都中央区
- 千葉研究所 - 千葉県千葉市緑区
- 市原研究所 - 千葉県市原市
- 明石研究所、明石工場 - 兵庫県明石市
- 岩井工場 - 茨城県坂東市
- 竜ヶ崎工場 - 茨城県龍ケ崎市
- 千葉工場 - 千葉県市原市
- 静岡工場 - 静岡県富士宮市
- 播磨工場 - 兵庫県播磨町
- 水島工場 - 岡山県倉敷市

## 受賞
- 2020年 第2回日本オープンイノベーション大賞 選考委員会特別賞